# Sve je cool
Sve je cool (eng. Be cool) američka je kriminalistička komedija iz 2005. godine u režiji F. Garyja Grayja. Glavne uloge tumače John Travolta i Uma Thurman.
Film je nastavak filma Uhvatite maloga iz 1995., a baziran je na romanu Elmorea Leonarda iz 1999. o Chiliju Palmeru, uličnom kriminalcu koji je preko noći postao filmski producent, a sad biva razočaran filmskom industrijom, te je napušta i okreće se glazbenoj. 
Mrseći konce s ruskom mafijom i gangsta rapperima, pod svoje okrilje preuzima talentiranu i mladu pjevačicu Lindu Moon. Od tonskog studija do koncerta Aerosmitha na dodjeli MTV-jevih glazbenih nagrada, Chili uspijeva kontrolirati sve oko sebe i svuda za sobom ostavlja pečat svojih prevarantskih, mafijaških sposobnosti jer u pitanju je opasan posao u kojem svatko priželjkuje svoj sljedeći veliki hit.
U našim kinima film je premijerno prikazan 10. ožujka 2005., a dobio je prilično loše kritike od strane medija.